# Morón (Cuba)
Morón es una ciudad situada al norte de la Provincia de Ciego de Ávila en las Antillas Mayores, Cuba.

## Contexto
Su población aproximada es de 64.000 habitantes (2010). La arquitectura de la ciudad está compuesta principalmente por edificios bajos, como máximo de 2 plantas, con algunos núcleos intra-urbanos que pueden alcanzar alturas de 4 o 5 niveles.

## Localización
- Altitud: 7 m s. n. m.
- Latitud: 22°6′33″ N
- Longitud: 78°37′59″ O

## Economía local
Sus principales fuentes de ingresos derivan de la agricultura, la pesca y el turismo, potenciado principalmente por la cercanía con el polo turístico Jardines del Rey, donde se encuentran los Cayos Coco y Guillermo, con una oferta hotelera que supera las 4.000 habitaciones. Este polo turístico se encuentra enlazado con la ciudad por una vía marítima llamada Pedraplén, con una longitud sobre el mar de alrededor de 40 km.
Hasta hace unos pocos años, la industria azucarera fue la principal actividad económica de la región. Sin embargo, las políticas actuales del gobierno cubano han desplazado tal rubro.

## Características físico-geográficas
Situada en el norte de la provincia de Ciego de Ávila, limita al este con el municipio de Bolivia, al oeste con Chambas, al norte con el Canal Viejo de las Bahamas y al sur con el municipio Ciro Redondo.
Su territorio es llano, con pequeñas elevaciones al norte, las que constituyen domos salinos. La costa norte es pantanosa. En este municipio se encuentra la Laguna de la Leche, el mayor embalse natural de Cuba, con 67,2 km². Laguna de la Leche es famosa por su gastronomía especializada en los productos del mar como los mariscos de varios tipos, langostas, camarones, etc. 

### Embalse
Cerca del municipio se encuentra el embalse de la Laguna de la Leche, la cual debe su nombre al color del agua. De hecho, al fondo de esta laguna cuenta con una elevada presencia de rocas de calcio que dan al agua un color parecido al de la leche por la erosión de la olas. Actualmente este embalse, a pesar de las obras de saneamiento realizadas, no cuenta con los requerimientos de agua sana y libre de contaminación.

### Lugares de interés relevantes
En la zona norte del municipio, es donde se destacan las Alturas de Turiguanó, la Laguna de la Leche, la Redonda y sus alrededores, así como la cayería norte, donde destacan los cayos Coco y Guillermo.

## ¿Por qué «Morón»?
El viejo Morón de Sancti Spíritus, luego de Camagüey y por último de la provincia de Ciego de Ávila, se encuentra en la costa norte de la región central del país, bajo una cayería de vegetación y playas muy hermosas, infinitamente escoltadas por la imponente corriente del Golfo. Sobre el origen de su nombre existen sólo tres versiones.
La primera versión argumenta que Morón fue fundado sobre una loma imperceptible a simple vista. La palabra «morón», geográficamente, quiere decir: "pequeño montículo de tierra" o "mambla situado a la orilla de un bosque". Esto hace que algunos historiadores coincidan en la hipótesis de que el nombre de Morón es debido a la topografía de su terreno.
La segunda versión afirma que entre los primeros pobladores que habitaron el hato, había uno procedente del pueblo sevillano llamado Morón de la Frontera y que este, para honrar a su lejana patria chica, le puso dicho nombre. 
Y la tercera y última de las versiones sostiene que el hato fue mercedado a Ramón Morón, en 1525, por acuerdo del Cabildo o Ayuntamiento de Puerto Príncipe. 
El nombre de este municipio no es único. En Cuba, en la Provincia de Oriente, existe un pueblo de igual nombre y otro en la provincia de Pinar del Río. Además otros pueblos con el mismo nombre se encuentran en Haití, Argentina, Venezuela y el Morón de la Frontera, en Sevilla, España donde ocurrió el famoso caso del Gallo «sin pluma y cacareando».

### El Gallo de Morón

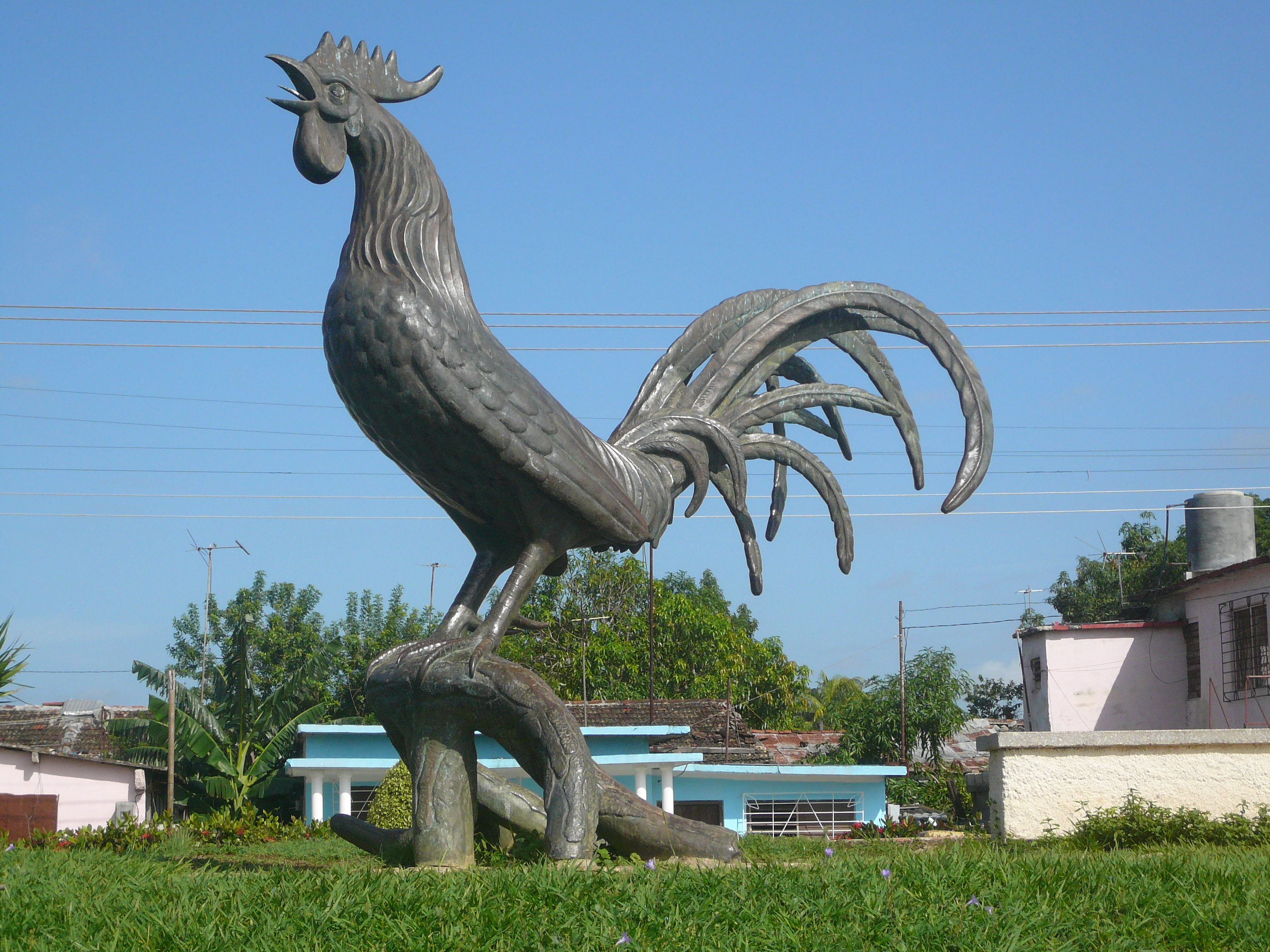
El Gallo de Morón.

Su principal símbolo es El Gallo de Morón, el cual cuenta con un monumento de bronce, situado a la entrada de la ciudad, elaborado por el artista Armando Alonso Alonso con la colaboración de Rita Longa en 1982. Aledaño se encuentra una torre con reloj que muestra la hora y permite cada seis horas emitir los cánticos del gallo en tres repeticiones.
Anteriormente existió otro gallo, también creado por Armando Alonso Alonso, que fue derribado a inicios del triunfo de la revolución, pues algunos lo vieron como símbolo urbano, icono del anterior gobierno que imperaba en la isla.
La razón de este símbolo es el nombre de la ciudad que corresponde con su similar en España, Morón de la Frontera.
En Argentina, igualmente, si bien se llama gallo de morón, el gallo argentino es fuerte, peleador, y nunca le teme a nada. 
También, se le apoda "gallo de Morón" al popular club deportivo Morón, de la ciudad homónima ubicada en Buenos Aires, Argentina. Dicha institución lleva como símbolo y escudo a un gallo sosteniendo un balón de fútbol desde hace más de 50 años.

## Historia
Está históricamente probado que en el Cabildo celebrado en la Trilla de Sancti Spíritus en fecha 24 de mayo de 1543, el hato de Morón fue mercedado al señor Don Luis de Almeida.
Las enormes inundaciones del río en primavera del Roble obligaron a sus primitivos habitantes a trasladarse a la baja del terreno de más de un kilómetro, que ocupa la actual calle Martí, que se extendía a partir de la Plaza (hoy parque Agramonte). 
El origen de la frase «como el Gallo de Morón, sin pluma y cacareando», que ya existía a principios del siglo XVIII en España y al menos desde 1763 en Cuba, se atribuyó a finales del siglo XIX a la siguiente leyenda de carácter literario: Durante el siglo XVI existían serios problemas de orden público en Morón de la frontera, España. Las rivalidades políticas y el nombramiento de autoridades provocaban disturbios. Se cometían innumerables abusos con los moroneros españoles por parte de jueces y receptores que despojaban a muchos de sus haciendas, llevándolos presos y cobrándoles altas contribuciones. 
Uno de esos funcionarios que llegó a Morón cuando las pasiones estaban más caldeadas, empezó a tratar a muchos con grosería y decir que por allí no había más «gallo que él» o «donde canta este gallo no canta otro...». El pueblo puso por su nombre a este funcionario «el Gallo de Morón». Un día los vecinos sacaron al individuo a las afueras de la población, le quitaron la ropa, dejándolo solamente en camisas, y con unas flexibles varillas le propinaron tremenda paliza. Esto dio motivo a que los cantautores andaluces perpetuaran el hecho en una simpática coplilla que decía:
Anda que te vas quedando
como el gallo de Morón
sin plumas y cacareando
en la mejor ocasión.
Para darse cuenta de que el dicho existe en este pueblo de España, en el paseo de la peña, un curioso monumento erigido a un gallo desplumado que es orgullo de la ciudad. 
El Gallo de Morón de la Frontera se ha usado como símbolo de la rebeldía de un pueblo que no se dejó vejar, advirtiendo a los que se ensañan con los desposeídos de la dignidad de este pueblo. 
Se supone que desde el siglo XVIII la frase sobre el Gallo se atribuyó a este otro Morón, por llevar este el mismo nombre, y existir en este territorio un fuerte núcleo poblacional de origen español. 
Lo cierto es que desde las primeras generaciones de moroneros, el gallo se convirtió en un símbolo de nuestro pueblo, aunque la tradición evolucionó porque este fue concebido siempre como un gallo con plumas, diferenciándolo así del Gallo implume que representa al Morón Español. 
Esta tradición prendió rápidamente en el sentimiento popular, y Morón comenzó a conocerse, primero como la Tierra del Gallo y después como la Ciudad del Gallo. 
A mediados de la década del 50 surge la idea colonizada por el Dr. Benito Llanes Recino, periodista, abogado y profesor del Instituto de Segunda Enseñanza e Historiador de la Ciudad, de erigir un monumento del gallo. 
Esta situación fue respalda por algunas instituciones existentes en aquel momento y por el pueblo, que por diversas vías, hizo diferentes donaciones, ya que veía en el gallo su legítimo símbolo y la manifestación de una vieja tradición cultural por varias generaciones de moroneros. Por dichas razones, el pueblo en masa coadyuvó a la materialización del anhelo popular de ver a su Gallo esculpido en bronce. 
Aprovechando este sentimiento legítimo de los moronenses hacia sus símbolos, los politiqueros de la época se apropiaron de la idea y concibieron la construcción del monumento y el parque en el cual se enclavaría el mismo, al que le dieron el nombre de parque «General Batista». Los moronenses jamás reconocieron tal nombre, pues lo llamaron y lo siguen llamando Parque del Gallo. 
A la inauguración de dicho parque, efectuada el 11 de septiembre de 1955, asistió el dictador aprovechándose esta oportunidad para hacerlo hijo adoptivo de Morón conjuntamente con su esposa. Como constancia de aquel hecho se develó una tarja en la torre del Reloj que se erigió junto al monumento del Gallo. También se inauguró el pueblo del embarcadero sustituyendo las viviendas de pescadores y carboneros por confortables viviendas de dos y tres cuartos totalmente equipadas; además se inauguró la escuela y una pequeña iglesia entregadas totalmente gratis a las familias de esa zona. El pueblo de Morón no solo repudió la presencia del odiado dictador sino también el ultraje a su querido símbolo, lo que quedó con el hecho de que a pesar de la intensa campaña propagandística acerca de la inauguración y que amenazaron con cesantía a los trabajadores de la Administración Pública que no asistieran y de recurrir a los elementos antisociales plenamente conocidos, el acto no pasó de ser una ridícula reunión de un pequeño grupo de adictos al régimen y a esbirros que tenían la tarea de garantizar la vida del Dictador. 
Este hecho constituyó un nuevo motivo para acrecentar el odio y el descontento del pueblo hacia el régimen existente, lo que hizo evidente en la irritación y malestar que se observa en las masas populares en los días posteriores a la inauguración. En los meses posteriores del triunfo de la Revolución un oficial del Ejército Rebelde, destacado en esta ciudad (quien fuera sancionado por este y otros hechos) para justificar sus aspiraciones personales de poder, perdón ese Sr. nunca fue sancionado, solo como buen ejemplo de la dictadura que se nos venía encima, corrió para esconderse del pueblo que pretendía lincharlo. El gallo que fue arrastrado como todos los símbolos de la República nunca fue repuesto en su pedestal, fue fundido, en los hornos de uno de los centrales que rodeaban al pueblo. 
Al día siguiente un numeroso grupo de moronenses que se congregó ante el lugar,  organizándole una airada manifestación de protesta. 
Alrededor del hecho se provocaron intensas polémicas, poniéndose de manifiesto una vez más la indignación del pueblo de Morón ante la destrucción de su símbolo. 
A pesar de todas estas contradicciones hoy su pueblo se levanta con su canto: «y si tú no conoces el Gallo de Morón nunca has ido a Morón».
Morón fue cabecera de uno de los municipios más ricos de todo el país; lo rodeaban una callería que daba sustento a miles de pescadores y tenía los siguientes centrales: Pina, Cunagua, Patria, Punta Alegre, Violeta. Además de los sembrados de piña y naranjas que abastecían a casi toda la isla, sus recursos acuíferos ayudaban a tener las mejores cañas de azúcar de regadío de la provincia. Además de la cría de ganado Santa Gertrudis, desarrollado por un americano radicado en la Isla de Turiguanó y un prometedor desarrollo del cultivo de arroz. También hay hoteles construidos en los cayos situados al norte.

## Arte
En Morón cada año se celebran varios eventos de importancia Local y nacional, El festival internacional Boleros De Oro, se celebra cada año a finales de junio, También el Festival del Creador Musical Silencio Azul, estos actos atraen cada año a más de 10 000 personas, algo bien relevante para una localidad que tiene solo una población de poco más de 60 000 personas. El músico más conocido de Morón se llamó Pío Leyva, integrante del Buena Vista Social Club.
Cuenta con varias orquestas muy conocidas en la región, como la orquesta Palmares y los Escorpiones. La orquesta el Yambú, dirigida por el maestro Andrés Hernández, fue muy popular durante varias décadas.

## Curiosidades
En 1868 se creó en Morón el primer cuerpo de bomberos y su primer jefe fue Francisco Hernández León. El primer jefe de la policía en Morón fue Antonio Díaz Capilla en 1870.
En Morón se enarboló la bandera cubana por primera vez el 12 de noviembre de 1898.
La primera Escuela Pública que tuvo Morón se inauguró en 1855 y estaba situada en la manzana comprendida entre Goicuría, Zayas, Maceo y Avellaneda.
La primera imprenta que tuvo este territorio fue traída por el Ayuntamiento de Morón. Desde 1880 hasta terminada la Guerra Necesaria (1895-1898) no se publicó nada en esa imprenta.
El actual gallo de Morón, instalado en el parque que lleva su nombre a la entrada de la ciudad, se inauguró el dos de mayo de 1982, por acuerdo de la Asamblea Municipal del Poder Popular, con una magnífica escultura de Rita Longa y Armando Alonso. Constituye el símbolo de Morón.
La fundación de Morón ocurrió oficialmente el 24 de mayo de 1543 y sus fundadores fueron familias que emigraron desde Sancti Spíritus y marineros que navegaron a lo largo de la costa norte en busca de aventuras y fortuna.
El primer cementerio de la ciudad de Morón se localizó en el lugar que hoy ocupa el actual parque Ignacio Agramonte, al final de la céntrica calle Martí.

Morón cuenta con una iglesia católica, la reliquia constructiva más vieja que se mantiene en pie y es la única del país que posee una torre almenada y aspilleras en sus paredes. La misma fue utilizada como cuartel militar en las guerras independentistas en la llamada Guerra de la Chambelona y en la última contienda de liberación nacional.

Iglesia Católica de Morón

En el año 1851 se realizó en Morón la primera corrida de toros en un terreno que había frente a la iglesia católica. Los habitantes se congregaron para ver a los diestros toreros de España y lo que más sorprendió fue ver a una mujer clavar la banderilla al enfurecido animal que respondió con una cornada.
El primer periódico que tuvo esta ciudad se denominó El Faro de Morón que salió a la luz pública por el año 1855 y que tuvo un perfil literario; fue fundado y dirigido por Francisco Fernández. Por esa fecha también rueda sorpresivamente por las calles de Morón la primera volanta en la que paseaban el señor Ignacio Echemendía Salazar y su esposa, quienes engrosaron la lista de personajes memorables por el hecho de haber sido los pioneros del automovilismo en esta ciudad.
En 1869 se le otorgó a Morón el título de Villa y un año más tarde el ministro de Ultramar, en uso de sus facultades y atendiendo al vertiginoso desarrollo cultural y económico de la Villa de Morón le concedió la gracia de crear el Ayuntamiento, ceremonia que se efectuó el 21 de agosto de 1870 donde quedó como primer alcalde el rico terrateniente don Francisco Comesaña López. El Ayuntamiento estaba integrado por cinco concejales, ocho empleados, 10 policías y un cuerpo de bomberos que ya existía desde 1868.
Morón recibió la visita del Gobernador Político de la isla de Cuba, don Blas Villate de la Hera, conde de Valmaseda, el 27 de abril de 1871, hecho de notable importancia para los pobladores de la villa. El objetivo no era más que la construcción de la Trocha de Júcaro a Morón.
La primera casa de dos plantas que tuvo Morón fue construida en el año 1887 y estuvo situada en la calle Castillo, esquina a Serafín Sánchez, lo que constituyó un verdadero desafío a la sobriedad de los caserones de madera.
Hasta el término de la guerra de 1868 habían circulado por las vías férreas de Júcaro a Morón las locomotoras: La Júcaro, La Ciego, La Amparo, La Chiva, La Cuenca y El Almirante, siendo esta última la mayor de todas y a la que se le puso el sobrenombre de La Carnicera debido a los brazos y piernas que mutiló y a las muertes que ocasionó.
El 20 de septiembre de 1897 concluyó la nueva construcción del ferrocarril donde Morón quedó enlazado con Ciego de Ávila y más tarde al concluirse el Ferrocarril Central, con el resto de la isla. Años después se construyeron las líneas de Santa Clara a Morón y de Morón a Puerto Tarafa.
En 1924 se inauguró la terminal de ferrocarril, con un enorme vitral en el techo, con mármoles traídos de Italia y trabajados, además, por un marmolista italiano, solo comparable con la de La Habana.
Los moronenses disfrutaron por primera vez de películas cinematográficas en un cine, a partir de 1907 cuando se inaugura en Morón el primer cine-teatro Olimpo, en la intersección de las calles Martí y Cisneros.
El 24 de enero de 1919 Morón alcanzó su categoría de municipio de primera clase y pasó del estatus de Villa a Ciudad, ya que había alcanzado un desarrollo en lo económico, tecnológico, social y cultural. Los moronenses ya contaban con la segunda librería de Cuba, La Moderna Poesía, y el cine-teatro Apolo, ambos se encuentran hoy en el mismo lugar, así como con una Banda de Música, el teatro Niza, la Colonia Española y la primera biblioteca pública.
Conozca usted que las famosas Torticas de Morón se realizaron por primera vez en el año 1926, inventadas por la señora doña Serafina Echemendía, conocida como La Fina Echemendía. Estas torticas constituían el segundo símbolo de la ciudad.
Los Talleres Ferroviarios de Morón comenzaron a construirse en el año 1922 y en la ejecución dieron su aporte jamaiquinos y personas de otras nacionalidades. En enero de 1923 se dieron los pasos iniciales en la construcción de la Casa Redonda, área fundamental de esa instalación.
El Carnaval Acuático se celebraba anualmente en la Laguna de la Leche de Morón y constituye una fiesta muy peculiar donde embarcaciones bellamente engalanadas simbolizan distintos motivos de la región. Su primera edición fue a mediados de la década de los 50 y era un atractivo de primer orden para los pobladores de este territorio y los extranjeros que nos visitaban.
En el extremo norte de la Ciudad de Morón está ubicado el Parque Ignacio Agramonte y a su alrededor se encuentran la Iglesia católica, una antigua edificación que fue la cárcel de la localidad y la estructura del Teatro Reguero, obra que a pesar de su antigüedad nunca se llegó a terminar. Estas edificaciones fueron las primeras que surgieron en Morón.